# Slastic
Slastic és una obra de teatre de Tricicle. Es va estrenar al Teatre Principal d'Alacant el 13 de març de 1984. Fou estrenada a Madrid el 31 d'octubre de 1986. Fou el seu tercer espectacle i va suposar la seva consagració com a marca teatral amb un humor personal i elaborat. El nom de l'espectacle recorda el mot Slapstick, un tipus de comèdia emprada per còmics estatunidencs des de Buster Keaton fins a Mel Brooks. La melodia fou composta per Josep Pons. Se'n van fer 935 representacions amb més d'un milió espectadors.

## Argument
Utilitzant com a leitmotiv una marca comercial de material esportiu fictícia, fan una sèrie de sketchs on satiritzen el món de l'esport (ciclisme, boxa, escacs, tennis), sense caure en la competitivitat i la violència. Com en espectacles anteriors, es basen en el mim, la paròdia, la sorpresa i l'absurd.